# بي بيناديرت
بي بيناديرت (بالإنجليزية: Bea Benaderet)‏؛ (4 أبريل 1906 - 13 أكتوبر 1968)، ممثلة أمريكية، ولدت في نيويورك سيتي ونشأت في سان فرانسيسكو، كاليفورنيا. أحيانا ما يكتب اسمها Bea Benadaret. عرفت بأدوارها في مسلسلات التلفزيون بالستينات، مثل بيتيكوت جانكشن وذا بيفرلي هيليبيليز. كما كانت الصوت الأصلي لغراني في كارتون وارنر براذرز، وبيتي رابل في ذا فلينستونز. وصلت لقمة نجوميتها في عمر الخمسين بعد 20 سنة من العمل في الراديو والتلفزيون وتمثيل الأصوات لكارتون وارنر براذرز.

## الحياة المهنية
نالت بيناديرت الاهتمام في عمل الراديو في الأربعينات عندما قامت بدور ميليسنت كارستيرس في مسلسل فايبر مكغي آند مولي، دور غيرتود غيرشفت عاملة الهاتف في مسلسل ذا جاك بيني شو، دور إيف غوودون مديرة المدرسة في مسلسل ذا غريت غيلدرسليف، ودور بسيط في آموس آن آندي كعاملة المتجر. من المسلسلات الأخرى التي شاركت فيها أ دي إن ذا لايف أوف دنيس دي، ماي فايفوريت هاسبند، آي لاف لوسي.
في لووني تونز وميري ميلوديز، بدأت بيناديرت بتمثيل صوت غراني مالكة تويتي عام 1947 حتى قامت جون فوراي بأخذ الدور فترة الستينات، كما أدت صوت الفتاة المراهقة الثرثارة في ليتل ريد رايدنغ رابيت. كما أدت صوت بيتي رابل في ذا فليسنتونز حتى قامت غيري جونسون بأخذ الدور.

## الحياة الشخصية
والد بي كان مهاجرا تركيا يدعى سأمويل، أما والدتها فكانت مارغريت. بيناديرت هي أم لطفلين جاك وماغي من زواجها الأول من جيم بانون. ماتت بيناديرت بسبب سرطان الرئة في 13 أكتوبر 1968، وهي بعمر 62 سنة، ودفنت في مقبرة حديقة فالهالا في نورث هوليوود، لوس أنجلوس، كاليفورنيا.

## وصلات خارجية
- بي بيناديرت على موقع IMDb (الإنجليزية)
- بي بيناديرت على موقع ألو سيني (الفرنسية)
- بي بيناديرت على موقع ميوزك برينز (الإنجليزية)
- بي بيناديرت على موقع أول موفي (الإنجليزية)
- بي بيناديرت على موقع قاعدة بيانات الأفلام السويدية (السويدية)
- بي بيناديرت على موقع إن إن دي بي (الإنجليزية)
- بي بيناديرت على موقع ديسكوغز (الإنجليزية)
- بي بيناديرت على موقع قاعدة بيانات الفيلم (الإنجليزية)